# Дуплий, Иван Минович
Иван Минович Дуплий (1919—2007) — Гвардии старшина Рабоче-крестьянской Красной Армии, участник Великой Отечественной войны, Герой Советского Союза (1944).

## Биография
Родился 25 мая 1919 года в селе Катещино (ныне — Томаковский район Днепропетровской области Украины). После окончания шести классов школы работал электросварщиком на Кутаисском литопонном заводе. В 1939 году был призван на службу в Рабоче-крестьянскую Красную Армию.
С июня 1941 года — на фронтах Великой Отечественной войны. Принимал участие в боях на Западном, Брянском, Воронежском, 1-м Украинском фронтах. Участвовал в битве за Москву, Сталинградской и Курской битвах. К октябрю 1943 года гвардии старшина И. М. Дуплий был мотористом-регулировщиком танков 317-го танкового батальона 55-й гвардейской танковой бригады (7-го гвардейского танкового корпуса, 3-й гвардейской танковой армии, Воронежского фронта). Отличился во время битвы за Днепр.
1 октября 1943 года в районе села Трахтемиров Каневского района Черкасской области Украинской ССР успешно организовал переправу через Днепр на понтоне 17 танков.
Указом Президиума Верховного Совета СССР от 3 июня 1944 года за «образцовое выполнение боевых заданий командования на фронте борьбы с немецкими захватчиками и проявленные при этом мужество и героизм» гвардии старшина Иван Дуплий был удостоен высокого звания Героя Советского Союза с вручением ордена Ленина и медали «Золотая Звезда» за номером 3953.
После окончания войны был демобилизован. Проживал в Кутаиси, работал на Кутаисском автомобильном заводе начальником отдела сбыта, затем на Кутаисском литопонном заводе начальником отдела снабжения. В 1962 году окончил заочно Кутаисский автомеханический техникум. Был депутатом Кутаисского горсовета, членом горкома и райкома КПСС. Позднее переехал в Краснодар.
Умер 27 апреля 2007 года, похоронен на Славянском кладбище Краснодара.

## Награды
Был также награждён орденами Красного Знамени, Отечественной войны 1-й степени, Красной Звезды, рядом медалей, в том числе «За выдающийся вклад в развитие Кубани».
Почётный химик СССР.